# Dagmar Friedrich
Dagmar Friedrich (* 7. März 1960, verheiratete Dagmar Mulansky) ist eine deutsche Badmintonspielerin.

## Karriere
Dagmar Friedrich war Anfang der 1980er Jahre Stammspielerin bei der HSG Lok HfV Dresden und gewann mit der ersten Mannschaft von HfV mehrere Bronze- und Silbermedaillen bei den DDR-Mannschaftsmeisterschaften. 1982 wurde sie Dritte beim Internationalen Werner-Seelenbinder-Gedenkturnier. Bronze gewann sie ebenfalls bei den DDR-Meisterschaften 1980, 1982 und 1983 im Damendoppel.

## Sportliche Erfolge
| Saison    | Veranstaltung                                | Disziplin  | Platz | Name |
| --------- | -------------------------------------------- | ---------- | ----- | --- |
| 1971/1972 | DDR-Meisterschaft AK 10/11 1971/1972         | WS         | 2     | Dagmar Friedrich |
| 1971/1972 | DDR-Meisterschaft AK 10/11 1971/1972         | WD         | 3     | Dagmar Friedrich / Dagmar Klein |
| 1972/1973 | DDR-Meisterschaft AK 12/13 1972/1973         | WD         | 3     | Dagmar Friedrich / Dagmar Klein |
| 1972/1973 | DDR-Meisterschaft AK 12/13 1972/1973         | WS         | 2     | Dagmar Friedrich |
| 1973/1974 | DDR-Meisterschaft AK 12/13 1973/1974         | WS         | 2     | Dagmar Friedrich |
| 1973/1974 | DDR-Meisterschaft AK 12/13 1973/1974         | XD         | 3     | Frank Peterwitz / Dagmar Friedrich |
| 1973/1974 | DDR-Meisterschaft AK 12/13 1973/1974         | WD         | 3     | Dagmar Friedrich / Silvia Göbel |
| 1977/1978 | DDR-Juniorenmeisterschaft 1977/1978          | WD         | 3     | Dagmar Friedrich / Sylvia Holz |
| 1978/1979 | DDR-Studentenmeisterschaft 1978/1979         | WS         | 2     | Dagmar Friedrich |
| 1978/1979 | DDR-Studentenmeisterschaft 1978/1979         | WD         | 1     | Dagmar Friedrich / Gisela Pasenow |
| 1978/1979 | DDR-Studentenmeisterschaft 1978/1979         | XD         | 2     | Klaus Müller / Dagmar Friedrich |
| 1979      | Dresdner Teller 1979                         | WS         | 1     | Dagmar Friedrich |
| 1979      | Dresdner Teller 1979                         | XD         | 1     | Claus Cassens / Dagmar Friedrich |
| 1979/1980 | DDR-Oberliga                                 | Mannschaft | 3     | HSG Lok HfV Dresden (Claus Cassens, Dieter Krompaß, Joachim Völker, Lutz Krompaß, Andreas Benz, Steffen Körbitz, Hans Sossna, Monika Cassens, Angelika Neubert, Dagmar Friedrich) |
| 1980      | Dresdner Teller 1980                         | WD         | 1     | Dagmar Friedrich / Angelika Neubert |
| 1980      | DDR-Meisterschaft 1980                       | WD         | 3     | Angelika Neubert / Dagmar Friedrich |
| 1980      | Dresdner Teller 1980                         | XD         | 1     | Andreas Benz / Dagmar Friedrich |
| 1980/1981 | DDR-Oberliga                                 | Mannschaft | 2     | HSG Lok HfV Dresden (Andreas Benz, Steffen Körbitz, Dieter Krompaß, Hans Sossna, Joachim Völker, Claus Cassens, Monika Cassens, Angelika Neubert, Dagmar Friedrich)               |
| 1981      | DDR-Studentenmeisterschaft 1980/1981         | XD         | 2     | Andreas Benz / Dagmar Friedrich |
| 1981      | DDR-Studentenmeisterschaft 1980/1981         | WD         | 1     | Dagmar Friedrich / Petra Cibis |
| 1980/1981 | DDR-Studentenmeisterschaft 1980/1981         | WS         | 2     | Dagmar Friedrich |
| 1982      | DDR-Meisterschaft 1982                       | WD         | 3     | Birgit Kämmer / Dagmar Friedrich |
| 1982      | Werner Seelenbinder International 1982       | WD         | 3     | Birgit Kämmer / Dagmar Friedrich |
| 1982      | Dresdner Teller 1982                         | WS         | 1     | Dagmar Friedrich |
| 1982      | Dresdner Teller 1982                         | XD         | 1     | Andreas Benz / Dagmar Friedrich |
| 1983      | DDR-Meisterschaft 1983                       | WD         | 3     | Dagmar Friedrich / Michaela Junker |
| 1983      | Dresdner Teller 1983                         | XD         | 1     | Claus Cassens / Dagmar Friedrich |
| 1983      | Dresdner Teller 1983                         | WS         | 1     | Dagmar Friedrich |
| 1990/1991 | Sachsenmeisterschaft 1990/1991               | WS         | 1     | Dagmar Mulansky |
| 2000/2001 | Deutsche Seniorenmeisterschaft O40 2000/2001 | WS         | 3     | Dagmar Mulansky |
| 2000/2001 | Südostdeutsche Meisterschaft O40 2000/2001   | XD         | 1     | Andreas Benz / Dagmar Mulansky |
| 2000/2001 | Südostdeutsche Meisterschaft O40 2000/2001   | WS         | 1     | Dagmar Mulansky |
| 2000/2001 | Deutsche Seniorenmeisterschaft O40 2000/2001 | XD         | 3     | Andreas Benz / Dagmar Mulansky |
| 2000/2001 | Deutsche Seniorenmeisterschaft O32 2000/2001 | WD         | 3     | Gundel Hinke / Dagmar Mulansky |
| 2001      | Sachsenmeisterschaft O40 2001                | XD         | 1     | Andreas Benz / Dagmar Mulansky |
| 2001      | Sachsenmeisterschaft O40 2001                | WS         | 1     | Dagmar Mulansky |
| 2001      | Silberner Federball 2001                     | WD         | 5     | Dagmar Mulansky / Steffi Reissig |
| 2001/2002 | Deutsche Seniorenmeisterschaft O40 2001/2002 | WS         | 2     | Dagmar Mulansky |
| 2001/2002 | Deutsche Seniorenmeisterschaft O40 2001/2002 | XD         | 2     | Andreas Benz / Dagmar Mulansky |
| 2001/2002 | Südostdeutsche Meisterschaft O40 2001/2002   | WD         | 1     | Dagmar Mulansky / Steffi Reissig |
| 2003      | Sachsenmeisterschaft O40 2003                | WS         | 1     | Dagmar Mulansky |
| 2003      | Sachsenmeisterschaft O40 2003                | XD         | 1     | Andreas Benz / Dagmar Mulansky |
| 2004/2005 | Südostdeutsche Meisterschaft O40 2004/2005   | WD         | 1     | Elke Hofmann / Dagmar Mulansky |
| 2005      | Sachsenmeisterschaft O40 2005                | WD         | 1     | Dagmar Mulansky / Elke Hofmann |
| 2005/2006 | Südostdeutsche Meisterschaft O45 2005/2006   | WS         | 1     | Dagmar Mulansky |
| 2005/2006 | Südostdeutsche Meisterschaft O40 2005/2006   | WD         | 1     | Elke Hofmann / Dagmar Mulansky |
| 2005/2006 | Deutsche Seniorenmeisterschaft O45 2005/2006 | WS         | 3     | Dagmar Mulansky |
| 2006      | Sachsenmeisterschaft O40 2006                | XD         | 1     | Uwe Schnabel / Dagmar Mulansky |
| 2006      | Sachsenmeisterschaft O40 2006                | WD         | 1     | Dagmar Mulansky / Elke Hofmann |
| 2011      | Südostdeutsche Meisterschaft O50 2011        | WS         | 1     | Dagmar Mulansky |